# Jouttijärvi (sjö, lat 66,35, long 25,98)
Jouttijärvi är en sjö i Finland. Den ligger i kommunen Rovaniemi i landskapet Lappland, i den norra delen av landet, 700 km norr om huvudstaden Helsingfors. Jouttijärvi ligger 151,2 meter över havet. Arean är 86,8 hektar och strandlinjen är 5,6 kilometer lång. Sjön  ingår i Kemi älvs huvudavrinningsområde. 